# Pteropus gilliardi
Pteropus gilliardi är en däggdjursart som beskrevs av Van Deusen 1969. Pteropus gilliardi ingår i släktet Pteropus och familjen flyghundar. Inga underarter finns listade.
Denna flyghund förekommer på Bismarckarkipelagen. Arten vistas i kulliga områden och i bergstrakter upp till 2300 meter över havet. Habitatet utgörs av tropiska skogar. Individerna vilar ensam eller i små flockar.